# Балликаллейн

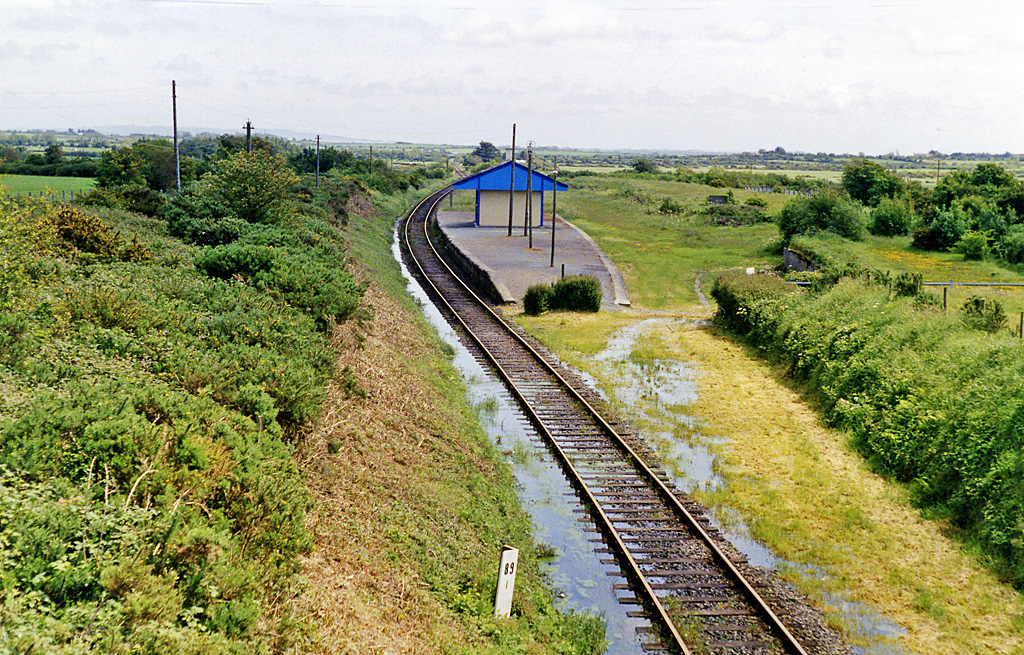
Местная железнодорожная станция

Балликаллейн (англ. Ballycullane; ирл. Baile Uí Choileáin) — деревня в Ирландии, находится в графстве Уэксфорд (провинция Ленстер).
Местная железнодорожная станция была открыта 1 августа 1906 года.

## Демография
Население — 219 человек (по переписи 2006 года). В 2002 году население составляло 207 человек.
Данные переписи 2006 года:
| Общие демографические показатели |               |                               |                               |      |      |
| Всё население                    | Всё население | Изменения населения 2002—2006 | Изменения населения 2002—2006 | 2006 | 2006 |
| 2002                             | 2006          | чел.                          | %                             | муж. | жен. |
| 207                              | 219           | 12                            | 5,8                           | 94   | 125  |